# Esteban Córdova
Esteban Córdova (Santiago, 1982) es un pintor chileno, académico, dirigente gremial y fundador de la señal Suyai tv.

## Biografía
Estudió en el Liceo Experimental Artístico entre los años 1993 y 2000 donde se especializó en Escultura, en 2001 ingresó a la Facultad de Artes de la Universidad de Chile, obteniendo el grado de Licenciatura en Artes con mención en Artes Plásticas en el año 2007 y el título de Pintor en 2013. En el año 2011 obtuvo un postgrado en Artes Mediales en la Universidad Nacional de Córdoba y en 2013 obtuvo el grado de Magíster en Artes Mediales, en la Universidad de Chile.

## Obra
Desde el año 2005 su obra ha formado parte en múltiples exposiciones colectivas en galerías y museos tanto de Chile como del extranjero, entre las que destacan Caballo de Troya (2006), realizada en el Centro Cultural Borges de Buenos Aires, Argentina; Tutto un Museo su Una parete (2010), en el marco de la tercera versión de AR(t)CEVIA, en Arcevia, Italia; y A Río Revuelto, en la Galería Fondo y Forma (Santiago, Chile) y Espacio AR (La Habana, Cuba). En 2018 realiza su primera exposición individual, In_Differenza e In_sofferenza, en el Museo ex Convento del Carmine en Módica, Italia; y al año siguiente realiza su primera exposición individual en Chile, titulada Apuntar, realizada en el Centro Cultural Víctor Jara (Santiago, Chile) y en 2022 y 2023 la exposición Es del Chile tu cielo reflejado, en el Centro Cultural Víctor Jara (Santiago), Espacio la Merced (Rancagua) y Galería Santiago Nattino de la Asociación APECH (Santiago, Chile). Por otra parte Córdova ha sido citado en varios libros en Chile, España e Italia, además de un libro de artista Cuando perdí la inspiración Reflexiones visuales en torno a la rutina del artista
Para la creación de su obra, el artista transita entre diversos medios artísticos como el arte digital, el arte objetual, el collage, la instalación , la performance y la pintura. Su trabajo se compone de relatos visuales simples y temáticas inspiradas por la cultura popular, con múltiples implicancias, sociales, culturales y políticas y con un fuerte contenido simbólico. Hace constante referencia en su obra a la historia del arte y sus sistemas de producción mediante la cita y la apropiación artísticas.
Esteban Córdova González también ha incursionado en el ámbito audiovisual como creador de Suyai tv, un proyecto artístico y experimental que combina elementos visuales y sonoros. A través de Suyai tv, Córdova González explora nuevas formas de expresión y crea experiencias multimedia inmersivas y de difusión del arte y artistas chilenos y de la región. 
En el ámbito académico, ha promovido la práctica interdisciplinar desarrollando su carrera en diferentes facultades de Arquitectura , Arte y Diseño  en Universidades e Institutos Profesionales tales como la Universidad Central de Chile, Universidad de Chile y otras casas de estudios. Otro aspecto relevante en la vida académica fue ser integrante del jurado del Pabellón Chileno de la 56° Bienal de Venecia en el año 2013.

## Dirigencia Gremial
Córdova fue dirigente de la Asociación Gremial ACA, Arte Contemporáneo Asociado entre los años 2013 y 2015, siendo su presidente los años 2014 y 2015, en el periodo de su presidencia se destaca la creación del primer Código de las buenas prácticas de las artes visuales de Latinoamérica

## Sus referentes
Esteban Córdova es discípulo directo de renombrados artistas de la escena contemporánea chilena de finales del siglo veinte: Arturo Cariceo (pionero del net.art en Chile) , Néstor Olhagaray (pionero del videoarte nacional), Francisco Brugnoli (promotor de la instalación y el collage), Mauricio Bravo Carreño del colectivo Caja Negra, Mario Soro Grabador y ex vicerrector de la Universidad ARCIS. Del último artista, Córdova fue además ayudante en la Facultad de Artes de la Universidad de Chile.